# Bornity
Bornity – (niem. Bornitt) wieś w Polsce położona w województwie warmińsko-mazurskim, w powiecie braniewskim, w gminie Pieniężno.
W latach 1975–1998 miejscowość administracyjnie należała do województwa elbląskiego. Wieś znajduje się w historycznym regionie Warmia.

## Grodzisko
- w pobliżu wsi zachowały się wały dawnego grodu funkcjonującego prawdopodobnie od końca IX wieku. Gród był otoczony trzema wałami, a więc ranga tego miejsca musiała być duża[4]. Przypuszczalnie gród chronił przejść przez brody na rzekach Wałszy i Pasłęce[4].